# Stethynium centaurus
Stethynium centaurus är en stekelart som beskrevs av Girault 1938. Stethynium centaurus ingår i släktet Stethynium och familjen dvärgsteklar. Inga underarter finns listade i Catalogue of Life.